# Surshringar

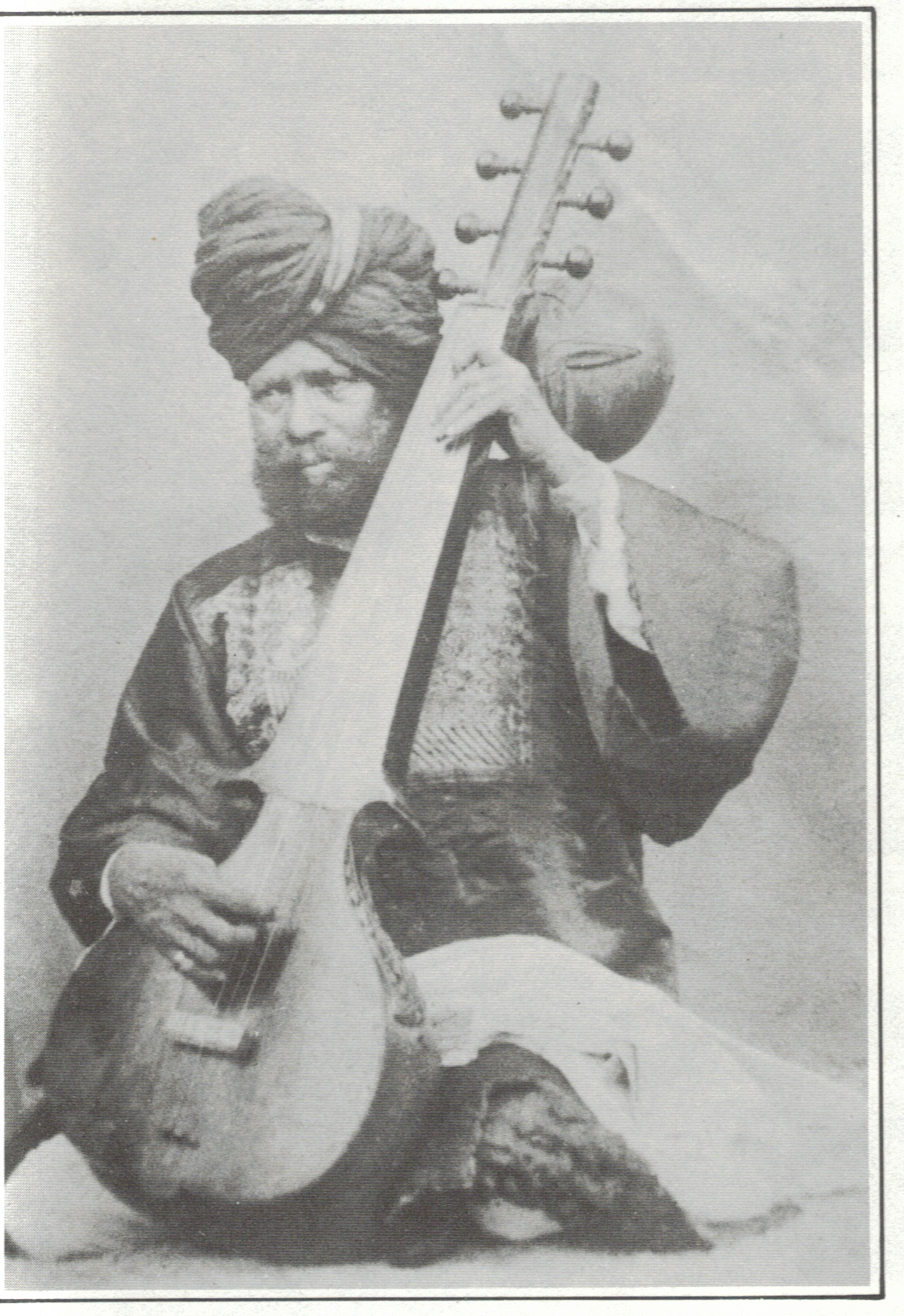
Ejecutante de sursingar

El sursingar, sursringar o surshringar es un instrumento de cuerda pulsada de la India. Es un tipo de sarod, excepto que es más largo en tamaño y produce un sonido más profundo. 
Su cuello tiene un diapasón de metal y las cuerdas de acero y bronce son tocadas con una púa de metal, mientras que el puente está hecho de cuerno. Tiene dos cajas resonantes; la caja principal está hecha de calabazo cortado, en el que una cubierta de madera es adherida.